# 僧辩
僧辯（568年—642年），釋僧辯，唐代僧。南陽（河南）人，俗姓張氏。七歲能日誦千言，十歲欣仰道法；年幼出家，依止智凝法師學攝大乘論。貞觀十六年示寂弘福寺，春秋七十有五。
在隋代的大業初年，受召入大禪定道場。於唐代武德（618～626）初始弘攝大乘論經典。
在貞觀年間（627～649）玄奘法師譯經年間，僧辯被徵同為證義。受敕住於弘福寺講學，僧眾不遠萬里前來承風參謁。

## 著作
- 《攝大乘論》
- 《辯中邊論》
- 《成唯識論》
- 《無相思塵論》